# Quân đội Giải phóng Nga
Quân đội Giải phóng Nga là lực lượng quân sự được thành lập trong Thế chiến thứ hai bao gồm các binh sĩ có tư tưởng chống Liên Xô do nguyên Trung tướng Hồng quân Liên Xô là Andrey Vlasov chỉ huy. Quân đội Giải phóng Nga giải tán năm 1944 khi quân đội Đức Quốc xã thất bại liên tiếp ở Liên Xô.

## Thành lập
Trung tướng Hồng quân Andrei Vlasov đầu hàng quân phát xít Đức và được người Đức tin dùng. Sau chiến dịch Kavkaz, Đức bắt được nhiều tù binh Liên Xô. Các tù binh có tư tưởng chống Stalin được biên chế vào Quân Giải phóng Nga. Lực lượng này chính thức thành lập năm 1942.

## Tham chiến
Trong thời gian tồn tại, Quân đội Giải phóng Nga chỉ góp mặt trong một trận đánh duy nhất là Trận Petrograd.

## Giải tán
Trong thời gian tồn tại, Quân đội Giải phóng Nga chưa làm được gì nhiều. Tinh thần binh sĩ suy sụp kèm theo việc quân đội Đức Quốc xã thất bại liên tục đã khiến cho Quân Giải phóng Nga giải tán.

## Số phận của Vlasov
Sau khi Đức Quốc xã sụp đổ, Vlasov bị bắt về Liên Xô. Ông bị tử hình năm 1946.